# Ободовская сельская община
Ободовская сельская община (укр. Ободівська сільська територіальна громада) — территориальная община на Украине, в Гайсинском районе Винницкой области. Административный центр — село Ободовка.
Площадь общины — 325,36 км², население — 9987 человек (2020).

## История
Образована 12 июня 2020 года путем объединения Верховского, Новоободовского, Ободовского, Торкановского и Цибуловского сельских советов бывшего Тростянецкого района.

## Населенные пункты
В составе общины 10 населенных пунктов — 1 поселок (Верховское) и 9 сел:
- Бережанка
- Верховка
- Дубовка
- Козинцы
- Малая Стратиевка
- Новая Ободовка
- Ободовка (административный центр)
- Торкановка
- Цибулевка